# SKF-97541
SKF-97,541 je jedinjenje koje se koristi u naučnim istraživanjima, i koje je prvenstveno selektivni agonist GABAB receptora. On ima sedativno ispoljava sedativno dejstvo u životinjskim studijama, i u širokoj je upotrebi u istraživanju potencijalnog tretmana za raznih tipove narkomanije.